# Cànon holmesià

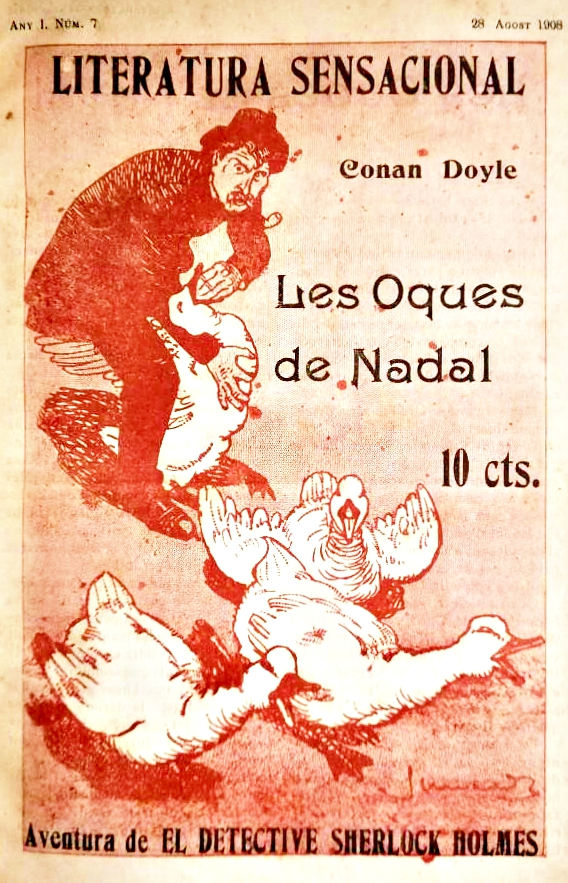
Les aventures de Sherlock Holmes a la col·lecció 'Literatura Sensacional' (1908-09) amb il·lustració de Junceda.

El cànon holmesià és el conjunt de llibres escrits per Sir Arthur Conan Doyle, que componen la bibliografia del famós detectiu de ficció Sherlock Holmes. S'utilitza el terme cànon per a distingir-los de la resta de relats escrits posteriorment per altres autors, basats en els personatges creats per Arthur Conan Doyle.
La majoria dels textos del cànon estan narrats pel Dr. Watson. Molt pocs apareixen contats pel mateix Holmes o per un narrador omniscient. Tenen començaments in medias res i la gran majoria tenen un final tancat. La trama sempre és policíaca.
El cànon es compon de les 4 novel·les i els 56 relats escrits per Arthur Conan Doyle en les quals apareix Sherlock Holmes. Junt amb aquest, apareixen o s'anomenen una sèrie de personatges en més d'una novel·la o relat. El principal sol ser el Dr. John Watson. Altres personatges són l'inspector Lestrade, Atelney Jones, Irene Adler, la senyora Hudson, el dolent professor Moriarty o Mycroft Holmes, germà del protagonista.

## Novel·les
- Estudi en escarlata (A Study in Scarlet, 1887)
- El signe dels quatre (The Sign of the Four, 1890)
- El gos dels Baskerville (The Hound of th Baskervilles, publicada per entregues entre agost de 1901 i abril de 1902, en The Strand Magazine)
- La vall de la por (The Valley of Fear, publicat per entregues entre setembre de 1914 i maig de 1915, en The Strand Magazine)

## Col·leccions de relats
- Les aventures de Sherlock Holmes (The Adventures of Sherlock Holmes, publicada per entregues entre juliol de 1891 i juny de 1892, en The Strand Magazine)
- Les memòries de Sherlock Holmes (The memoirs of Sherlock Holmes, publicada per entregues entre desembre de 1892 i desembre de 1893, en The Strand Magazine)
- El retorn de Sherlock Holmes (The Return of Sherlock Holmes, publicada per entregues entre 1903 i 1904, en The Strand Magazine)
- El darrer cop d'arquet (His Last Bow, publicada per entregues entre 1908 i 1913)
- L'arxiu de Sherlock Holmes (The Case-Book of Sherlock Holmes, publicada per entregues entre 1921 i 1927)

## Desglossament cronològic del Cànon
- Estudi en escarlata (A Study in Scarlet, 1887)
- El signe dels quatre (The Sign of the Four, 1890)
- Les aventures de Sherlock Holmes (The Adventures of Sherlock Holmes, 1891-1892)

- Escàndol a Bohèmia (A Scandal in Bohemia, Juliol-1891)
- L'aventura de la lliga dels Pèl-rojos (The Adventure of the Red-Headed League, Agost-1891)
- Un cas d'identitat (A Case of Identity, Septembre-1891)
- El misteri de la vall Boscombe (The Boscombe Valley Mystery, Octubre-1891)
- Les cinc llavors de taronja (The Five Orange Pips, Novembre-1891)
- L'home del llavi tort (The Man with the Twisted Lip, Desembre-1891)
- L'aventura del carboncle blau (The Adventure of the Blue Carbuncle, Gener-1892)
- L'aventura de la banda clapejada (The Adventure of the Speckled Band, Febrer-1892)
- L'aventura del dit polze de l'enginyer (The Adventure of the Engineer's Thumb, Març-1892)
- L'aventura de l'aristòcrata fadrí (The Adventure of the Noble Bachelor, Abril-1892)
- L'aventura de la diadema de berils (The Adventure of the Beryl Coronet, Maig-1892)
- El misteri dels faigs de coure (The Adventures of the Cooper Beeches, Juny-1892)

- Les memòries de Sherlock Holmes (The Memoirs of Sherlock Holmes, 1892-1893)

- L'Estrella de plata (Silver Blaze, Desembre-1892)
- La capsa de cartó (The Adventure of the Cardboard Box, Gener-1893)
- La cara groga (The Adventure of the Yellow Face, Febrer-1893)
- L'empleat del corredor de borsa (The Adventure of the Stockbroker's Clerk, Març-1893)
- La corbeta ''Gloria Scott'' (The Adventure of the Gloria Scott, Abril-1893)
- El ritual dels Musgrave (The Advemture of the Musgrave Ritual, Maig-1893)
- El gentilhome de Reigate (The Adventure of the Reigate Squire, Juny-1893)
- L'home encorbat (The Crooked Man, Juliol-1893)
- El pacient intern (The Resident Patient, Agost-1893)
- L'intèrpret grec (The Greek Interpreter, Septembre-1893)
- El tractat naval (The Naval Treaty, Octubre/Novembre-1893)
- El problema final (The Final Problem, Desembre-1893)

- El gos dels Baskerville (The Hound of the Baskerville, 1901-1902)
- El retorn de Sherlock Holmes (The Return of Sherlock Holmes, 1903-1904)

- L'aventura de la casa deshabitada (The Adventure of the Empty House, 1903)
- El constructor de Norwood (The Adventure of the Norwood Builder, 1903)
- Els ballarins (The Adventure of the Dancing Men, 1903)
- El ciclista solitari (The Adventure of the Solitary Cyclist, 1903)
- El col·legi Priory (The Adventure of the Priory School, 1903)
- Peter ''el negre'' (The Adventure of Black Peter, 1904)
- Charles Augustus Milverton (The Adventure of Charles Augustus Milverton, 1904)
- Els sis Napoleons (The Adventure of the Six Napoleons, 1904)
- Les ulleres d'or (The Adventure of the Golden Pince-Nez, 1904)
- Els tres estudiants (The Adventure of the Three Students, 1904)
- El tres-quarts desaparegut (The Adventure of the Missing Three-Quarter, 1904)
- La granja Abbey (The Adventure of the Abbey Grange, 1904)
- La segona taca (The Adventure of the Second Stain, 1904)

- La vall de la por (The Valley of the Fear, 1914-1915)
- El darrer cop d'arquet (His Last Bow, 1908-1913)

- El pavelló Wisteria (The Adventure of Wisteria Logde, 1908)
- La capsa de cartó (The Adventure of the Cardboard Box, inclosa en algunes edicions britàniques d'aquesta col·lecció)
- El cercle roig (The Adventure of the Red Circle, 1911)
- Els plànols del Bruce-Partington (The Adventure of the Bruce-Partington plans, 1912)
- El detectiu moribund (The Adventure of the Dying Detective, 1913)
- La desaparició de lady Frances Carfax (The Disappearance of Lady Frances Carfax, 1911)
- El peu del diable (The Adventure of the Devil's Foot, 1910)
- El darrer cop d'arquet (His Last Bow, 1917)

- L'arxiu de Sherlock Holmes (The Case-Book of Sherlock Holmes, 1921-1927)

- La pedra de Mazarin (The Adventure of the Mazarin Stone, 1921)
- El problema del pont de Thor (The Problem of Thor Bridge, 1922)
- L'home que grimpava (The Adventure of the Creeping Man, 1923)
- L'aventura del vampir de Sussex (The Adventure of the Sussex Vampire, 1924)
- Els tres Garrideb (The Adventure of the Three Garridebs, 1924)
- El client il·lustre (The Adventure of the Illustrious Client, 1924)
- Els tres frontons (The Adventure of the Three Gables, 1926)
- El soldat de la pell descolorida (The Adventure of the Blanched Soldier, 1926)
- La cabellera de lleó (The Adventure of the Lion's Mane, 1926)
- El fabricant de colors retirat (The Adventure of the Retired Colourman, 1926)
- La inquilina del vel (The Adventure of the Veiled Lodger, 1927)
- Shoscombe Old Place (The Adventure of Shoscombe Old Place, 1927)

## Obres extracanòniques
Des de la mort de l'autor, els holmesians professionals i aficionats han discutit sense parar l'expansió d'aquest cànon, per incloure altres obres de Doyle, incloses obres en altres mitjans, a les aventures completes actuals. Els rumors sempre han envoltat obres perdudes, i en els darrers anys més investigacions han revelat més sobre el cànon recollit tradicionalment. Com que no existeix cap organisme definitiu per argumentar què és i què no és canònic més enllà de les novel·les i històries ja establertes, és poc probable que cap peça, per molt bona que sigui la seva pretensió de ser "canònica", sigui rebuda mai popularment en versions publicades del Sherlock Holmes Complet. Tanmateix, s'han citat fins a divuit obres com a possibles participants. Aquestes obres inclouen obres de teatre, poemes, assaigs sobre el personatge i fins i tot contes. Les col·leccions publicades d'obres extracanòniques inclouen: Sherlock Holmes: The Published Apocrypha, editat per Jack Tracy; The Final Adventures of Sherlock Holmes, editat per Peter Haining; The Uncollected Sherlock Holmes, editat per Richard Lancelyn Green; i el volum final de la Biblioteca de referència de Sherlock Holmes de Leslie S. Klinger titulat The Apocrypha of Sherlock Holmes. Aquestes obres, cadascuna amb continguts lleugerament diferents, parlaven de diversos títols i del seu lloc en el cànon.

### Obres no canòniques de Sir Arthur Conan Doyle
A més del cànon, Doyle va escriure (ocasionalment amb un coautor) una sèrie de vinyetes, adaptacions teatrals i assaigs que involucren Holmes, i dues històries curtes en què Holmes fa un possible cameig. La majoria es van publicar en diversos llocs durant la seva vida; un altre només ha sortit a la llum des de la seva mort. Aquestes s'enumeren a continuació amb més detall. Totes aquestes obres, excepte les obres de teatre, estan recollides a The Final Adventures of Sherlock Holmes.

#### Contes curts

##### "The Field Bazaar" (1896)
"The Field Bazaar" va ser escrit per a un esdeveniment de recaptació de fons de la Universitat d'Edimburg. Doyle havia estat sol·licitat per la seva universitat per contribuir amb una breu peça de literatura per a una revista benèfica. A la història, Watson ha rebut una sol·licitud similar i mentre llegeix la carta a l'esmorzar , Holmes dedueix correctament el remitent de la carta i els pensaments de Watson respecte a la carta. Té moltes similituds amb les històries canòniques, sobretot el gir metaficcional en què Watson suplanta a Doyle com a autor que publica les seves pròpies històries en una revista. També juga no només amb la famosa habilitat de les observacions de Holmes que produeixen resultats aparentment miraculosos, sinó també amb la noció de les "escenes d'esmorzar tradicionals" que obren molts contes de Holmes.

##### "The Story of the Man with the Watches" (1898)
Tot i que Doyle havia matat el seu personatge a "The Final Problem" (1893), encara va escriure altres contes per a la seva publicació a The Strand Magazine, inclosa "The Story of the Man with the Watches" (publicada el juliol de 1898, amb il·lustracions de Frank Craig). Va ser recollit a Round the Fire Stories  (1908) i Tales of Terror and Mistery (1922) . La història tracta de l'aparició d'un home mort en un vagó de tren, amb sis rellotges de butxaca a la jaqueta. Un "investigador criminal conegut" sense nom ofereix una explicació, però el narrador assenyala que és defectuosa, ja que no té en compte tots els fets. Un home implicat en l'assassinat accidental de la víctima escriu una carta al detectiu dient que es tractava d'una solució "poderosa enginyosa" però totalment incorrecta i que continua compartint els fets reals d'aquell dia. Alguns comentaristes han proposat que el detectiu sense nom és Holmes. La història comparteix el mateix suport per classificar-se com a història de Sherlock Holmes com "La història de l'especial perdut" i apareix a les antologies franceses. La història va ser adaptada per a la BBC Radio 4 el 2009 com "The Thirteen Watches", en un episodi de The Further Adventures of Sherlock Holmes. La història també va ser adaptada per a la ràdio el 2012 com "The Addleton Tragedy", un episodi de la sèrie de ràdio Imagination Theatre The Further Adventures of Sherlock Holmes.

##### "The Story of the Lost Special"  (1898)
"The Story of the Lost Special" es va publicar a The Strand Magazine l'agost de 1898. Representa un misteri aparentment inexplicable en què un tren especial i els seus pocs passatgers desapareixen entre dues estacions. Després de descriure íntegrament el misteri, s'afirma que va aparèixer una carta a la premsa, donant una proposta de solució d'"un raonador aficionat d'alguna celebritat". Igual que amb "The Story of the Man with the Watches", és possible, i ha estat proposat per Haining, Tracy i Green, entre d'altres, que aquest "raonador aficionat" fos Sherlock Holmes. La pista més forta d'això és la cita "un cop s'ha eliminat l'impossible...", utilitzada per Holmes al llarg de les seves deduccions. Tanmateix, aquesta solució suggerida es demostra equivocada per una confessió del delinqüent organitzador un cop després és arrestat per un delicte no relacionat. Haining va suggerir que Doyle estava "traint una mica de Holmes" durant la pausa de la sèrie, però donat el fracàs del detectiu sense nom sembla que estava parodiant la seva creació més famosa. La història es va publicar en forma de llibre a Round the Fire Stories de Doyle (1908), i fa anys que apareix a les edicions franceses de les aventures completes.

##### Trama per a una història de Sherlock Holmes (c. 1900)
En buscar entre els papers de Doyle, Hesketh Pearson, un seu biògraf, va trobar un pla per a una història no escrita. Tal com assenyala Richard Lancelyn Green, "no hi ha proves que demostrin que sigui de [Doyle] i proves internes sòlides que suggereixin que no ho sigui". Diversos autors han intentat completar la història (anomenada "L'aventura de l'home alt" per Peter Haining) i posar-la al costat del cànon. Alguns s'acosten molt a la trama de Doyle, d'altres inclouen variacions. No obstant això, no s'ha fet cap finalització "oficial" (de la mateixa manera que The Exploits of Sherlock Holmes va ser pensat com una continuació oficial del cànon).

##### "How Watson Learned the Trick" (1924)
El 1922, es va acostar a diversos autors per contribuir a la biblioteca de la casa de nines de Queen Mary. Doyle va escriure una breu història de Sherlock Holmes, de només 503 paraules, a les petites pàgines d'un llibre en miniatura especialment construït: "Com Watson va aprendre el truc". La història es va publicar més tard juntament amb obres d'altres autors a The Book of the Queen's Dolls' House Library (1924). Tot i que escrit 28 anys després de "The Field Bazaar", aquesta és gairebé una peça acompanyant d'aquesta història. Igual que "The Field Bazaar", aquesta història és una escena d'esmorzar, durant la qual Watson intenta imitar l'estil de Holmes en endevinar els seus pensaments. No obstant això, les intuïcions de Watson es mostren equivocades. A diferència de gairebé totes les parts de la història de Sherlock Holmes, està escrita en tercera persona, presumiblement per la seva llargada.

#### Teatre

##### Angels of Darkness(c. 1889)
Inèdita fins a l'any 2000, aquesta obra va ser escrita poc després de la publicació d'A Study in Scarlet. Es tracta bàsicament d'una reescriptura dels capítols nord-americans d'A Study in Scarlet, amb l'acció de Londres traslladant-se a San Francisco. Holmes no és present, però Watson sí, d'una forma molt diferent. Actua de manera desprestigiada i fins i tot es casa amb una altra dona. La publicació d'aquesta obra va ser suprimida al principi, el biògraf de Doyle, John Dickson Carr, va declarar que no serviria de res per al públic llegir això, una visió que Haining avala fàcilment. L'obra destaca per les seves escenes sensacionalistes i còmiques contrastades, i es troba a l'Apòcrif de Klinger.

##### Sherlock Holmes: A Drama in Four Acts(orSherlock Holmes) (1899)

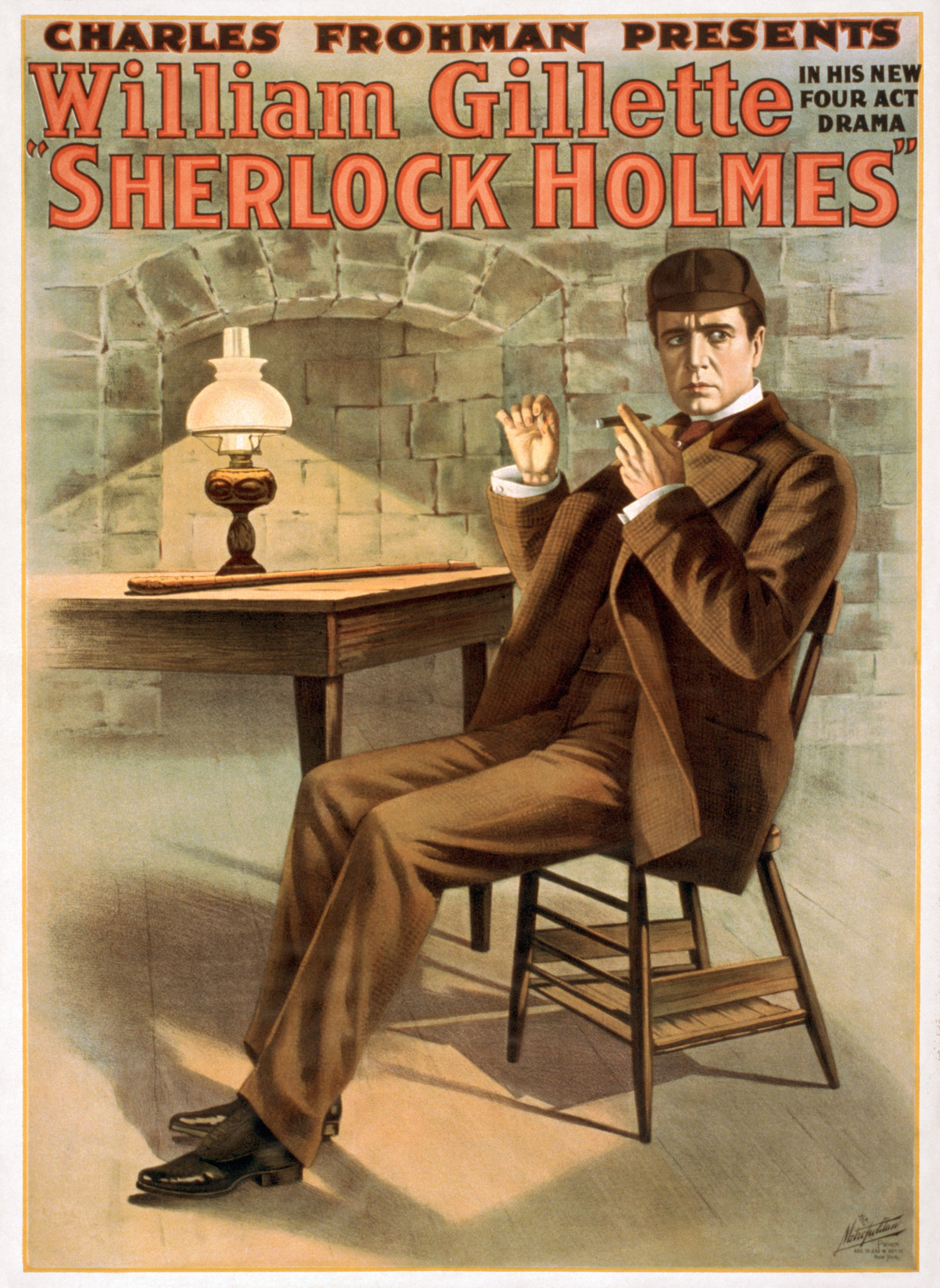
Cartell promocional de Sherlock Holmes: A Drama in Four Acts, representada per primera vegada el 1899.

L'obra original de Sherlock Holmes escrita per Arthur Conan Doyle i William Gillette va tenir una carrera exitosa de més de 30 anys. Té moltes parts originals que no es troben a les històries curtes però prenen prestats molts esdeveniments de les aventures canòniques, a saber, "Escàndol a Bohèmia" i "El problema final". A més, tenia elements d'Estudi en escarlata, El signe dels quatre, El misteri de la vall Boscombe, L'intèrpret grec i El tractat naval. Inclou la primera menció de la frase "Elemental, estimat Watson". Tot i que Doyle va escriure la versió original, no és clar quant del seu material va sobreviure a l'obra tal com es va interpretar, que va ser escrita per Gillette. Doyle i Gillette van revisar més tard l'obra junts; des d'aleshores ha estat revisat per altres dues vegades.

##### The Speckled Band(oThe Stonor Case) (1902)
Al voltant de 1902, Doyle va escriure i produir una obra de teatre basada en el seu conte "L'aventura de la banda clapejada". Es va estrenar 8 anys més tard, a l'Adelphi Theatre de Londres el 4 de juny de 1910, amb H.A. Saintsbury com Sherlock Holmes i Lyn Harding com el Dr. Grimesby Roylott. L'obra, titulada originalment The Stonor Case, difereix de la història en diversos petits detalls, com els noms d'alguns dels personatges i també es modifica la línia de temps. Holmes esmenta Mary Morstan, que ja havia proposat el doctor Watson, dues vegades i Charles Augustus Milverton també apareix com a personatge.

##### The Crown Diamond: An Evening With Mr Sherlock Holmes(1921)
"The Crown Diamond" és una versió alternativa del conte "The Adventure of the Mazarin Stone" encara que és anterior al seu homòleg des de fa temps, L'obra es va representar per primera vegada com "Evening with Sherlock Holmes" el 2 de maig de 1921. En algun moment de la tirada original, el conte va ser adaptat de l'obra.

#### Assajos i retrospectives
Arthur Conan Doyle poques vegades donava entrevistes o parlava públicament del seu personatge. Tanmateix, la següent és una llista d'assajos de Doyle sobre el seu personatge que es publiquen actualment, ja sigui al llibre de Green o Haining o en edicions estàndard de les Històries completes :

##### "To An Undiscerning Critic" (1912)
Guiterman va publicar primer el seu homenatge a America in Life (5 de desembre de 1912) i després a London Opinion (14 de desembre de 1912), i a la seva col·lecció The Laughing Muse. La resposta de Doyle va aparèixer al número del 26 de desembre de 1912 de London Opinion i va ser reimpresa a les memòries de l'editor de London Opinion, Lincoln Springfield. El difunt Dean Dickensheet sembla ser el primer a imprimir els poemes junts, a An 'Undiscerning Critic' Discerned.

##### "Some Personalia about Mr. Sherlock Holmes" (1917)
Aquest assaig va ser presentat a The Strand Magazine com a regal de Nadal als seus lectors. Parla de la manera com Holmes havia captat la imaginació del públic i la visió de Doyle sobre el seu personatge.

##### "The Truth About Sherlock Holmes" (1923)
Un assaig de Collier's Weekly, en el qual Doyle explica exactament d'on prové Holmes. Conté, al final, "L'aventura dels dos col·laboradors" de JM Barrie.

##### "Mr. Sherlock Holmes to His Readers" (1927)
Això va aparèixer a 00The Strand Magazine00 per presentar un concurs per nomenar les millors aventures de Sherlock Holmes. El mateix assaig, amb dos paràgrafs retallats, apareix com a prefaci a The Case-Book of Sherlock Holmes.

##### "How I Made My List" (1927)
Aquesta és la seqüela de l'article esmentat anteriorment. En ell, Doyle va enumerar les que pensava que eren les millors aventures de Holmes. Va assenyalar que si hagués pogut incloure històries de L'arxiu de Sherlock Holmes, sens dubte hauria inclòs "La cabellera de lleó" i "El client il·lustre". La llista és la següent:
1. L'aventura de la banda clapejada
2. L'aventura de la Lliga dels Pèl-Rojos
3. Els ballarins
4. El problema final
5. Escàndol a Bohèmia
6. L'aventura de la casa deshabitada
7. Les cinc llavors de taronja
8. L'aventura de la segona taca
9. El peu del diable
10. El col·legi Priory
11. El ritual dels Musgrave
12. El gentilhome de Reigate

The Uncollected Sherlock Holmes de Richard Lancelyn Green també inclou cinc prefacis a les diferents edicions de contes i novel·les de Sherlock Holmes, el discurs de Doyle al sopar de la Convenció de Stoll (1921), alguns capítols de l'autobiografia de Doyle Memoirs and Adventures i diverses entrevistes.

#### Contes curts

##### "The Case of the Man Who Was Wanted" (c. 1914)
Aquest misteri, una història completa de Sherlock Holmes, va ser trobat el 1942 per un biògraf de Doyle, Hesketh Pearson, buscant a través d'una caixa de papers de Doyle. Originalment es va anunciar que la història no seria publicada per la finca Doyle, però es va anunciar que sens dubte era per Doyle, ja que suposadament el manuscrit apareixia amb la seva pròpia lletra. Tanmateix, segons Jon L. Lellenberg a Nova 57 Minor, el manuscrit no estava escrit a mà de Doyle, sinó escrit a màquina. The Strand Magazine en va publicar extractes l'agost de 1943, i finalment es va publicar després de la demanda de les societats de Sherlock Holmes el 1947, quan va ser acceptat com una part nova (si bé una mica inferior) del cànon per The Baker Street Irregulars, entre d'altres. Vincent Starret va denunciar les sospites inicials de falsificació.
Al setembre de 1945, Hesketh Pearson, biògraf de Sir Arthur, va rebre una carta . La carta deia: "El meu orgull no es veu ferit excessivament pel teu comentari que 'L'home que era buscat' no està a l'alçada perquè la picada es veu molt mitigada pel fet de comentar que porta la marca registrada autèntica! Crec que és un gran compliment al meu únic i únic esforç de plagi". La carta va ser escrita per un arquitecte anomenat Arthur Whitaker que havia enviat la història a Arthur Conan Doyle l'any 1911 amb un suggeriment que la publiquessin com a col·laboració conjunta. Doyle es va negar, però va enviar a Whitaker un "xec per deu guinees" en pagament per la història. Després de veure'l atribuït a Sir Arthur al Sunday Dispatch, Whitaker va escriure una carta a Denis Conan Doyle explicant la veritable autoria. Denis va enviar la carta al seu germà Adrian, que es va enfadar, va demanar proves i va amenaçar amb accions legals. Whitaker havia conservat una còpia en carbó i els Doyle van admetre el 1949, després de veure-la i escoltar la gent que l'havia llegit el 1911, que Whitaker n'era l'autor. Doyle havia comprat la història, pensant que podria utilitzar la idea en una data posterior, però mai ho va fer. Pearson, Green, Tracy i l'herència de  Doyle coincideixen que Whitaker va escriure la història, tot i que Haining encara afirma que "l'escena inicial entre Holmes i Watson traeix la mà del mestre", i que la història està escrita en part per Doyle. Assenyala que la dona, els fills i el biògraf de Doyle van ser enganyats per l'estil, i és possible que hi hagi hagut una redacció. . La història es publicà a The Further Adventures of Sherlock Holmes de Penguin sota el títol de "L'aventura del banquer de Sheffield".

##### "The Adventure of the Two Collaborators" (first published 1923)
Tot i que cap crític seriós mai va afirmar que fos una obra de Doyle, aquesta paròdia apareix aquí a causa d'una idea errònia popular que va ser escrita per Doyle per al seu amic, J. M. Barrie (l'autor de Peter Pan). (Potser contribueix a aquesta concepció errònia el fet que la història apareix per primera vegada només en una obra de Doyle, i totes les impressions posteriors són d'aquesta font.) De fet, aquesta història va ser escrita per Barrie per a Doyle després d'un període del dos d'ells treballant junts en una obra, Jane Annie. La història en sí implica que Doyle i Barrie visiten Holmes, amb Doyle matant Holmes a causa de la seva irritant intel·ligència (que potser reflecteix l'assassinat del personatge de Doyle a "El problema final").

#### Teatre
The Painful Predicament of Mr Sherlock Holmes (1905)
El reconeixement de William Gillette com a Sherlock Holmes va anar creixent com a resultat de l'èxit de l'obra Sherlock Holmes. Interpretant el seu paper més famós, un esbós de comèdia breu interpretat per William Gillette com a aixecador de teló d'una obra no relacionada. Implica un Sherlock Holmes mut i un client molt xerraire. Als llibres de Haining i Tracy, especulen sobre si aquesta obra va ser escrita o no per Arthur Conan Doyle. Certament, Gillette hauria necessitat el consentiment de Doyle per escriure una obra original que inclogués Sherlock Holmes, ja que el personatge estava sota drets d'autor, però la majoria dels Sherlockians presumeixen que Gillette va escriure tot ell mateix. Haining, tanmateix, afirma que Gillette podria haver-li demanat a Doyle que "li preparés alguna cosa ràpidament". No obstant això, no existeix cap manuscrit de la mà de Doyle, i ell no deixa cap referència de l'obra, la majoria ha assumit que és poc més que una curiositat de William Gillette.

## Seqüeles autoritzades per Conan Doyle Estate

### Caleb Carr
Caleb Carr, autor de The Alienist, havia estat escrivint un conte de Sherlock Holmes per a la col·lecció de 2006, "The Ghosts in Baker Street: New Tales of Sherlock Holmes", però va rebre l'aprovació de la Doyle estate per ampliar-lo en una novel·la completa, publicada l'any 2005. No es considera canònic, sinó que és un pastitx literari.

### Anthony Horowitz
El 2011 es va publicar una nova novel·la de Sherlock Holmes escrita per l'autor britànic Anthony Horowitz, titulada The House of Silk, va ser la primera seqüela oficial autoritzada per la Conan Doyle Estate. El 2014 es va publicar una novel·la de seguiment (però no una seqüela), titulada Moriarty, també escrita per Horowitz.

### Gareth Rubin
L'abril de 2024, es va anunciar el llançament d'una nova novel·la Holmes and Moriarty el setembre de 2024, escrita per l'escriptor de thriller Gareth Rubin, que "se centra en el professor Moriarty, la némesi del gran detectiu" autoritzada per la Conan Doyle Estate.